# NGC 1716
NGC 1716 est une vaste galaxie spirale barrée située dans la constellation du Lièvre. NGC 1716 a été découverte par l'astronome britannique John Herschel en 1835.

## Caractéristiques
Sa vitesse par rapport au fond diffus cosmologique est de 6 813 ± 26 km/s, ce qui correspond à une distance de Hubble de 100,5 ± 7,0 Mpc (∼328 millions d'al).
La classe de luminosité de NGC 1706 est II-III.